# Drašarov
Drašarov är ett berg i Tjeckien.   Det ligger i regionen Pardubice, i den östra delen av landet, 150 km öster om huvudstaden Prag. Toppen på Drašarov är 685 meter över havet. Drašarov ingår i Žďárské vrchy.
Terrängen runt Drašarov är huvudsakligen platt, men söderut är den kuperad. Runt Drašarov är det ganska glesbefolkat, med 34 invånare per kvadratkilometer. Närmaste större samhälle är Polička, 8,7 km väster om Drašarov. Trakten runt Drašarov består till största delen av jordbruksmark.